# Junko Tanaka
Junko Tanaka (Shizuoka, 9 de outubro de 1973) é uma ex-nadadora sincronizada japonesa, medalhista olímpica.

## Carreira
Junko Tanaka representou seu país nos Jogos Olímpicos de 1996, ganhando a medalha de bronze por equipes. 